# ノヴォスロボーツカヤ駅
座標: 北緯55度46分46秒 東経37度36分05秒 / 北緯55.779518度 東経37.601309度
ノヴォスロボーツカヤ駅（ノヴォスロボーツカヤえき、ロシア語: Новослободская）は、モスクワ地下鉄5号線環状線の駅。

## 駅の場所
ノヴォスロボーツカヤ通りとセレズネフスカヤ通りの交差点にある。

## 歴史
環状線は1950年から一部区間が既に開通していたが、ノヴォスロボーツカヤ駅は1952年1月30日の延伸により開業した。このとき環状線はクールスカヤ駅からベラルースカヤ駅まで延伸されている。なお、その後環状線は1954年3月14日に全線開通し、名前どおりの環状線として完成した。

## 乗り換え
- メンデレーエフスカヤ駅（モスクワ地下鉄9号線）

## 装飾
ステンドグラスの装飾が独特で有名。ラトビア人芸術家らによる32枚の作品は真鍮の精巧な縁で囲まれており、それぞれ支柱に飾られ照明があてられている。